# ابسام
ابسام (به آلمانی: Absam) یک سکونت‌گاه مسکونی در اتریش است که در اینسبروک لند واقع شده‌است.